# Astaria Combo
Astaria Combo was een Javaans-Surinaamse muziekgroep die actief was van het begin van de jaren 1970 tot medio jaren 1990.
Astaria Combo speelde muziek in het genre pop-Jawa, dat overwaaide van Java in Indonesië naar Suriname. In 1972, tijdens het eerste jaarlijkse pop-Jawa-festival, waren het combo en de T-Group de bekende vertolkers van dit genre. In deze tijd speelde ook Eddy Assan voor de groep. Vanwege zijn Javaanse achtergrond leek deze keuze logisch. Hij sprak echter geen Javaans en hij had een Nederlands accent, en stapte niet lang daarna over naar rock- en soulballads.

## Samenstelling

### Medio jaren 1970
Medio jaren zeventig was Sipon Karijosemito de manager. Hij was de man van de zangeres Marlene Maridjan. De groepsleden waren toen als volgt:
- Marlene Maridjan, zang
- Eddy Assan, zang
- André Kasantaroeno (Toelos), zang
- Kenneth van Leeuwarden, zang
- Stanley Mandikarija, zang[4]
- Anton Dorder (Bali), drums
- Ro Wongsosoewirjo (vader van Demis), bas
- Jan Tjokro, keyboard
- Maon Karsowidjojo, gitaar

### Rond 1996
In 1996 maakte Didi Kempot zijn debuuttournee onder begeleiding van Astaria. De bezetting was toen als volgt:
- Heidi Jubitana
- Gerold Limon
- Trisman Ralim
- Frits Djodikromo
- Maon Kasanwidjojo, sologitaar
- Robby Sokarno van Blauwgrond, percussie